# MB Live TV
MB Live TV fue un canal de televisión temático gratuito, creado el 27 de septiembre de 2017 en Thyez, en la Alta Saboya (Francia). Ella es parte del grupo Mont Blanc Médias. Se transmite a nivel nacional.
El 18 de octubre de 2019 se annucia el cese de emisiones para principios de 2020, la causa principal es la muerte del creador de la cadena : Yves Bontaz.